# 馬蒂厄·里卡爾

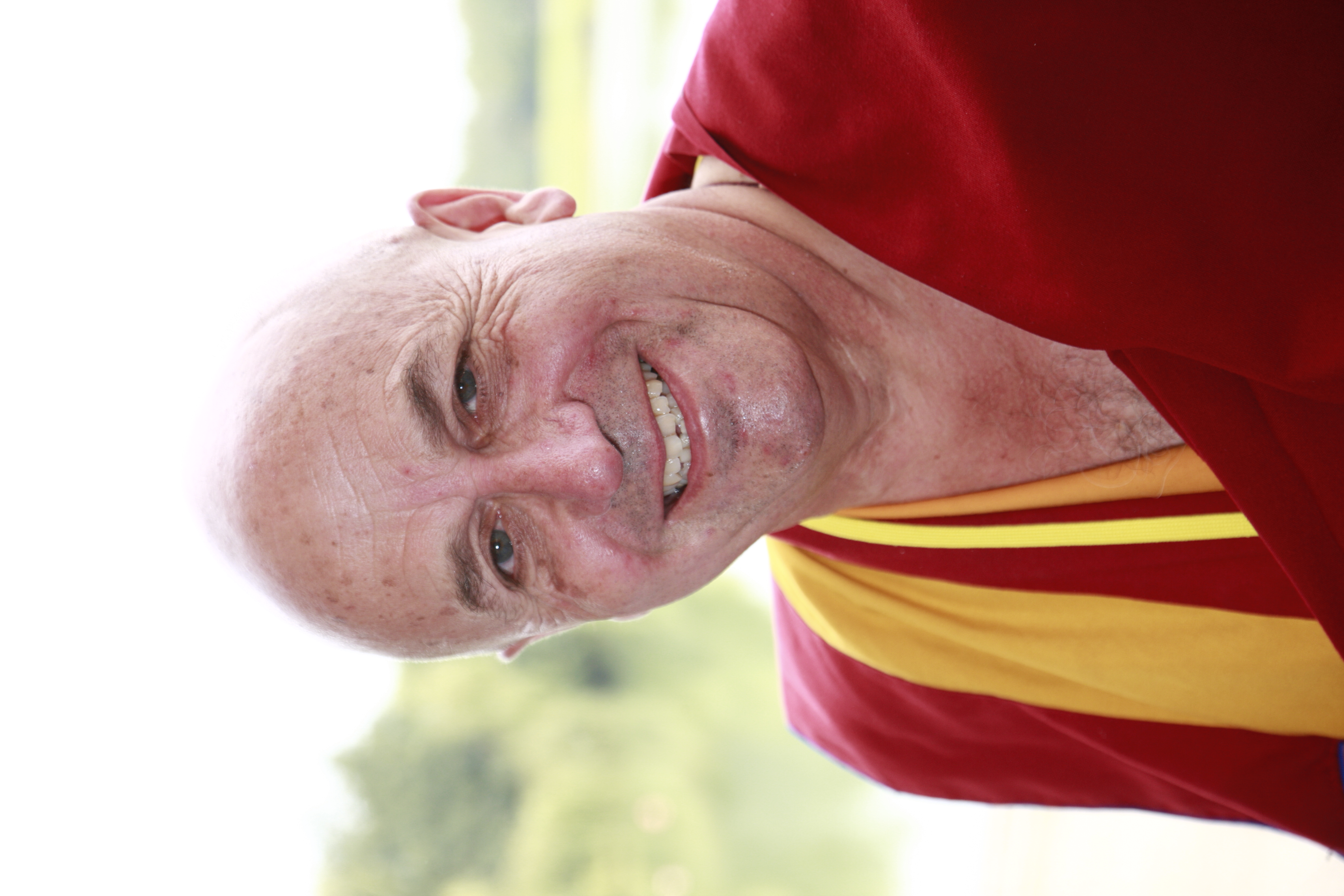
馬蒂厄·里卡爾

馬蒂厄·里卡爾（法語：Matthieu Ricard，法語發音：[matjø ʁikaʁ]，1946年2月15日—），生於法國薩瓦省艾克斯萊班，生化學家與藏傳佛教僧侶，現居住於尼泊爾雪謙寺。

## 生平
馬蒂厄·里卡爾之父為讓-弗朗索瓦·雷韋爾，法國哲學家，法蘭西學院院士。其母亚娜·勒图姆兰（Yahne Le Toumelin），是一名抽象派畫家，後來也成為比丘尼。馬蒂厄·里卡爾的同父異母弟尼古拉·何維爾曾為法國總統府副秘書長、法國僱傭勞動者疾病保險國家基金組織總經理，現為法國總理府辦公室主任。
馬蒂厄·里卡爾早年在巴斯德研究院研究分子遺傳學。1972年，在完成博士論文後，他決定放棄科學研究生涯，而到尼泊爾的喜馬拉雅山區去研究、修行藏傳佛教，他於1979年正式出家，成為一名佛教僧侶。曾師從頂果欽哲仁波切，經其引薦結識第十四世達賴喇嘛；1989年後，擔任第十四世达赖喇嘛的法文翻譯。
1997年他同父親一起用對話體寫了《僧侶與哲學家》一書，本書獲得廣大讀者的好評，被翻譯成21種語言，并獲得亞歷山德拉·大衛-尼爾/雲丹嘉措獎（Prix Alexandra-David-Néel/Lama-Yongden）。跟美籍越裔天體物理學家鄭春順合作出版了《手心裡的無限性》一書。此外還寫了著名作品《為幸福辯護》、《為利他主義辯護》、《為動物辯護》、《雪域城堡》、《坐禪藝術》等。
他還從藏文翻譯了許多作品，如《夏卡的生活》、《波當波·桑吉耶之百項忠告》、《開悟的門檻》、《優雅的噴泉》、《在大悲心中》、《開悟者之心寶》、《精神之路》、《藏傳佛教小文選》等。
他把所有的稿費收入都用於以慈悲雪謙寺名義在西藏、尼泊爾和印度從事的120個人道援助項目，諸如診所、學校、孤兒院、老年人中心、橋樑修建等。
四十年來，他持之以恆地用相機記錄了精神導師及寺院的生活，西藏、不丹、尼泊爾的藝術和風景。由此出版了一些攝影圖冊，其中法文版的有《西藏的精神》、《西藏的跳舞僧人》，跟達尼愛勒和奧利偉·佛勒密合作出版了《佛教區的喜馬拉雅》、《西藏》、《慈悲的目光》、《不動的漫遊》、《從一隱修處看到的喜馬拉雅》和《不丹：寧靜的土地》等。
2000年起，他成為精神與生活研究所（Mind and Life Institute）的成員，該所的宗旨是促進科學界與佛學界的交流；他積極參與有關心靈的長期修煉對大腦（神經元的可塑性）影響的科學討論，這類探討還在美國麥迪遜、普林斯頓、貝克萊大學和德國萊布尼茨的馬克斯·普朗克研究院進行。

## 外部連結
- 官方網站 （页面存档备份，存于）